# 심각 (남북조)
심각(沈恪, 509년 ~ 582년)은 남북조 시대 남조 양나라와 진나라의 장군이자 정치인이다.
양왕 심법흥(梁王 沈法興)의 아버지이다. 오흥군 무강현(吴興郡 武康縣, 지금의 저장성 덕청현) 출신이다.
동흥현후(東興縣侯)에 봉작되었으며, 시호는 원(元)이다.

## 생애
양나라 때 진패선(陳霸先)을 따라 우군장군(右軍將軍)으로 후경(侯景)을 토벌한 공으로 동흥현후(東興縣侯)에 봉작되었다. 556년 선맹장군(宣猛將軍) 겸 교주자사(交州刺史)와 영가태수(永嘉太守)를 지냈다.
진나라 초대 황제 무제 진패선(武帝 陳霸先)을 도와 양나라를 무너뜨리고 진나라를 세우는데 공을 세웠다. 557년 오흥태수(吳興太守), 558년 장무장군(壯武將軍), 559년 오주자사(吳州刺史)와 회계태수(會稽太守)를 지냈다.
진나라 제2대 황제 문제 진천(文帝 陳蒨)이 등극하자 560년 현후(縣侯)에 봉작되고, 561년 좌위장군(左衛將軍)에 올랐다. 이후, 군사장군(軍師將軍), 정주자사(郢州刺史)를 지내고, 565년 중호군(中護軍) 즉, 호군장군(護軍將軍)에 올랐다.
진나라 제3대 황제 폐제 진백종(廢帝 陳伯宗)이 등극하자 568년 평서장군(平西將軍) 겸 형주자사(荊州刺史)가 되었다.
568년 진나라 제4대 황제 효선제 진욱(孝宣帝 陳頊)이 등극하자 진남장군(鎮南將軍), 평월중랑장(平越中郎將), 광주자사(廣州刺史)를 지내고, 572년 영군장군(領軍將軍), 579년 평북장군(平北將軍), 580년 익우장군(翊右將軍)을 거쳐, 581년 시중(侍中)에 올랐다. 시호는 원(元)이다.

## 가계
차남 심법흥(沈法興)은 수나라 말기 5대 군벌로서 양(梁)나라를 세우고 스스로 양왕(梁王)이 되었으나, 또 다른 군벌 이자통(李子通)에게 패해 강물에 투신자살하였다.

## 같이 보기
- 무제 진패선
- 후경
- 문제 진천
- 폐제 진백종
- 효선제 진욱
- 심군리
- 심흠
- 심경지
- 심문숙
- 심문계
- 심소략
- 심약

## 참조
1. ↑  《구당서(舊唐書)》

- 《진서》
- 《남사》